# Бајел (Нор)
Бајел (фр. Bailleul) насеље је и општина у североисточној Француској у региону Север-Па де Кале, у департману Север која припада префектури Денкерк.
По подацима из 2006. године у општини је живело 13 566 становника, а густина насељености је износила 325 становника/km². Општина се простире на површини од 43,42 km². Налази се на средњој надморској висини од 44 метара (максималној 86 m, а минималној 14 m).

## Демографија
| 1962.  | 1968.  | 1975.  | 1982.  | 1990.  | 1999.  | 2011.  |
| ------ | ------ | ------ | ------ | ------ | ------ | ------ |
| 12.583 | 13.077 | 13.474 | 13.400 | 13.847 | 14.146 | 14.517 |

График промене броја становника у току последњих година